# Théophile Abega
Théophile Abega (Nkomo, Camerún francés, 9 de julio de 1954-Yaundé, Camerún, 15 de noviembre de 2012) fue un futbolista de Camerún que jugó en la posición de centrocampista.

## Carrera

### Club
| Periodo   | Club            |
| --------- | --------------- |
| 1974-1984 | Canon Yaoundé   |
| 1984-1985 | Toulouse FC     |
| 1985-1987 | FC Vevey-Sports |

### Selección nacional
Jugó para Camerún en 61 ocasiones de 1976 a 1987 y anotó 11 goles; participó en la copa Mundial de Fútbol de 1982, los Juegos Olímpicos de Los Ángeles 1984 y en tres ediciones de la Copa Africana de Naciones.

## Muerte
Abega murió de un ataque cardíaco en el Yaoundé General Hospital de Yaundé, Camerún el 15 de noviembre de 2012 a los 58 años.

## Logros

### Club
- Primera División de Camerún (4): 1977, 1979, 1980, 1982
- Copa de Camerún (5): 1975, 1976, 1977, 1978, 1983
- Copa Africana de Clubes Campeones (2): 1978, 1980
- Recopa Africana (1): 1979

### Selección nacional
- Copa Africana de Naciones (1): 1984

### Individual
- Lista de los mejores 200 futbolistas africanos de la historia en 2006.[6]
- Futbolista Africano del Año en 1984.
- Mejor jugador de la Copa Africana de Naciones 1984.
- Equipo Ideal de la Copa Africana de Naciones 1984.